# Список королів Вессексу
Цей список включає в себе монархів королівства Вессекс (Західного саксонського королівства) до 899 року. Альфред Великий, король Вессексу, став першим королем Англії. Порядок зміни пізніших правителів Англії слід дивитися у списку монархів Англії.

## Монархи Західного саксонського королівства (Вессекс)
| Роки правління      | Ім'я            |                                                                                        | Примітки                                                                  |
| ------------------- | --------------- | -------------------------------------------------------------------------------------- | ------------------------------------------------------------------------- |
| Династія Кердіка    |                 |                                                                                        |                                                                           |
| 519 — 534           | Кердік          | CERDIC ELESING GEVVISSÆ CYNING CERDIC REX GEVVISSÆ                                     |                                                                           |
| 534 — 560           | Кінрік          | CYNRIC CERDICING GEVVISSÆ CYNING CYNRIC REX GEVVISSÆ                                   |                                                                           |
| 560 — 591           | Кевлін          | CEAVVLIN CYNRICING GEVVISSÆ CYNING CEAVVLIN REX GEVVISSÆ                               |                                                                           |
| 591 — 597           | Кел             | CEOL CVÞING GEVVISSÆ CYNING CEOL REX GEVVISSÆ                                          |                                                                           |
| 597 — 611           | Келвульф        | CEOLVVLF CVÞING GEVVISSÆ CYNING CEOLVVLF REX GEVVISSÆ                                  |                                                                           |
| 611 — 643           | Кінегільс       | CYNEGILS CEOLING GEVVISSÆ CYNING CYNEGILS REX GEVVISSÆ                                 |                                                                           |
| ок.626 — 636        | Квіхельм        | CVVICHELM CYNEGILSING GEVVISSÆ CYNING CVVICHELM REX GEVVISSÆ                           | син Кінегільса, володарював разом з батьком                               |
| 643 — 645           | Кенвал          | CENVVALH CYNEGILSING GEVVISSÆ CYNING CENVVALH REX GEVVISSÆ                             | повалений                                                                 |
| Мерсійська Династія |                 |                                                                                        |                                                                           |
| 645 — 648           | Пенда           | PENDA PYBBING MIERCNA 7 GEVVISSÆ CYNING PENDA REX MIERCNA ET GEVVISSÆ                  |                                                                           |
| Династія Кедріка    |                 |                                                                                        |                                                                           |
| 648 — 674           | Кенвал          | CENVVALH CYNEGILSING VVESTSEAXNA CYNING CENVVALH REX SAXONVM OCCIDENTALIVM             | повторно; володарював разом з дружиною королевою Сексбургой 672 — 674     |
| 672 — 674           | Сексбурга       | SEAXBVRG VVESTSEAXNA CVEN SEAXBVRH REGINA SAXONVM OCCIDENTALIVM                        | володарювала разом з чоловіком королем Кенвалом до його смерті в 674 році |
| 674 — 674           | Кенфус          | CENFVS CENFERÞING VVESTSEAXNA CYNING CENFVS REX SAXONVM OCCIDENTALIVM                  |                                                                           |
| 674 — 676           | Есквін          | ÆSCVVINE CENFVSING VVESTSEAXNA CYNING ÆSCVVINE REX SAXONVM OCCIDENTALIVM               |                                                                           |
| 676 — 685           | Кентвайн        | CENTVVINE CYNEGILSING VVESTSEAXNA CYNING CENTVVINE REX SAXONVM OCCIDENTALIVM           | повалений Кедваллой                                                       |
| 685 — 688           | Кедвалла        | CÆDVVALLA CENBRYHTING VVESTSEAXNA CYNING CÆDVVALLA REX SAXONVM OCCIDENTALIVM           | відрікся                                                                  |
| 688 — 726           | Інє             | INE CENREDING VVESTSEAXNA CYNING INE REX SAXONVM OCCIDENTALIVM                         | відрікся                                                                  |
| 726 — 740           | Етелард         | ÆÞELHEARD VVESTSEAXNA CYNING ÆÞELHEARD REX SAXONVM OCCIDENTALIVM                       |                                                                           |
| 740 — 756           | Кутред          | CVÞRED VVESTSEAXNA CYNING CVÞRED REX SAXONVM OCCIDENTALIVM                             |                                                                           |
| 756 — 757           | Сігеберт        | SIGEBRYHT VVESTSEAXNA CYNING SIGEBRYHT REX SAXONVM OCCIDENTALIVM                       | повалений (та вбитий?) Кіневульфом                                        |
| 757 — 786           | Кіневульф       | CYNEVVLF VVESTSEAXNA CYNING CYNEVVLF REX SAXONVM OCCIDENTALIVM                         | вбитий Cyneheard, братом Сігеберта                                        |
| 786 — 802           | Беортрік        | BEORHTRIC VVESTSEAXNA CYNING BEORHTRIC REX SAXONVM OCCIDENTALIVM                       |                                                                           |
| 802 — 839           | Егберт          | ECGBRYHT EALHMVNDING VVESTSEAXNA CYNING ECGBRYHT REX SAXONVM OCCIDENTALIVM             |                                                                           |
| 839 — 856           | Етельвульф      | ÆÞELVVLF ECGBRYHTING VVESTSEAXNA CYNING ÆÞELVVLF REX SAXONVM OCCIDENTALIVM             |                                                                           |
| 856 — 860           | Етельбальд      | ÆÞELBALD ÆÞELVVLFING VVESTSEAXNA CYNING ÆÞELBALD REX SAXONVM OCCIDENTALIVM             |                                                                           |
| 860 — 865           | Етельберт       | ÆÞELBRYHT ÆÞELVVLFING VVESTSEAXNA CYNING ÆÞELBRYHT REX SAXONVM OCCIDENTALIVM           |                                                                           |
| 865 — 871           | Етельред I      | ÆÞELRED ÆÞELVVLFING VVESTSEAXNA CYNING ÆÞELRED REX SAXONVM OCCIDENTALIVM               |                                                                           |
| 871 — 899           | Альфред Великий | ÆLFRED ÆÞELVVLFING ÐE GREAT VVESTSEAXNA CYNING ÆLFRED MAGNVS REX SAXONVM OCCIDENTALIVM | Перший король англосаксів                                                 |